# دائرة إيطاليا الانتخابية
دائرة إيطاليا الانتخابية هي واحدة من الدوائر الانتخابية للتونسيين في الخارج الذين يبلغ عددهم 6، إضافة إلى ال27 دائرة انتخابية في داخل تونس. تتكون هذه الدائرة من كامل تراب إيطاليا. خصص لهذه الدائرة 3 مقاعد من جملة 217 مقعد في مجلس نواب الشعب.

## نتائج الانتخابات

### انتخابات المجلس الوطني التأسيسي 2011
| الحزب                                     | الأصوات           | النسبة | المقاعد |
| ----------------------------------------- | ----------------- | ------ | ------- |
| حركة النهضة                               | لا معلومات متوفرة |        | 2       |
| العريضة الشعبية للحرية والعدالة والتنمية  | لا معلومات متوفرة |        | 1       |
|                                           |                   |        |         |
| الاجمالي                                  | 533 23            | 100%   |         |
|                                           |                   |        |         |
| الأوراق الملغاة/البيضاء                   | 509               | 2.12%  |         |
|                                           |                   |        |         |
| إجمالي عدد المصوتين                       | 042 24            |        |         |
| الإمتناع عن التصويت                       | لا معلومات متوفرة |        |         |
| المسجلون                                  | لا معلومات متوفرة | 100%   |         |
| المصدر: الرائد الرسمي للجمهورية التونسية. |                   |        |         |

### الإنتخابات التشريعية 2014
| الحزب                                     | الأصوات           | النسبة | المقاعد |
| ----------------------------------------- | ----------------- | ------ | ------- |
| حركة النهضة                               | لا معلومات متوفرة |        | 2       |
| نداء تونس                                 | لا معلومات متوفرة |        | 1       |
|                                           |                   |        |         |
| الاجمالي                                  | 115 7             | 100%   |         |
|                                           |                   |        |         |
| الأوراق الملغاة/البيضاء                   | 96                | 1.33%  |         |
|                                           |                   |        |         |
| إجمالي عدد المصوتين                       | 211 7             |        |         |
| الإمتناع عن التصويت                       | لا معلومات متوفرة |        |         |
| المسجلون                                  | لا معلومات متوفرة | 100%   |         |
| المصدر: الرائد الرسمي للجمهورية التونسية. |                   |        |         |

### الإنتخابات التشريعية 2019
| الحزب                                      | الأصوات           | النسبة | المقاعد |
| ------------------------------------------ | ----------------- | ------ | ------- |
| حركة النهضة                                | 964 1             | 34.67% | 1       |
| قائمة "كلنا توانسة"                        | 606               | 10.70% | 1       |
| التيار الديمقراطي                          | 382               | 6.74%  | 1       |
| قلب تونس                                   | 373               | 6.58%  | 0       |
| تحيا تونس                                  | 291               | 5.14%  | 0       |
| أحزاب وقوائم أخرى                          | 049 2             | 36.17% | 0       |
|                                            |                   |        |         |
| الاجمالي                                   | 665 5             | 100%   |         |
|                                            |                   |        |         |
| الأوراق الملغاة/البيضاء                    | 136               | 2.34%  |         |
|                                            |                   |        |         |
| إجمالي عدد المصوتين                        | 801 5             |        |         |
| الإمتناع عن التصويت                        | لا معلومات متوفرة |        |         |
| المسجلون                                   | لا معلومات متوفرة | 100%   |         |
| المصدر: الهيئة العليا المستقلة للانتخابات. |                   |        |         |

## الممثلين

### المؤسسون (2011-2014)
| الإسم | الإسم             | الحزب | الحزب                                                 |
| ----- | ----------------- | ----- | ----------------------------------------------------- |
|       | أسامة الصغير      |       | حركة النهضة                                           |
|       | إيمان بن محمد     |       | حركة النهضة                                           |
|       | عبد الستار الضيفي |       | العريضة الشعبية ثم الاتحاد الوطني الحر ثم حركة النهضة |

### نواب الشعب

#### المدة النيابية الأولى (2014-2019)
| الإسم | الإسم         | الحزب | الحزب       |
| ----- | ------------- | ----- | ----------- |
|       | أسامة الصغير  |       | حركة النهضة |
|       | إيمان بن محمد |       | حركة النهضة |
|       | محمد بنصوف    |       | نداء تونس   |

#### المدة النيابية الثانية (2019-2024)
| الإسم | الإسم              | الحزب | الحزب                           |
| ----- | ------------------ | ----- | ------------------------------- |
|       | أسامة الصغير       |       | حركة النهضة                     |
|       | سامي بن عبد العالي |       | القائمة المستقلة «بكلنا توانسة» |
|       | مجدي الكرباعي      |       | حزب التيار الديمقراطي           |

## مقالات ذات صلة
- الانتخابات في تونس